# Фосалта (Падова)
Фосалта је насеље у Италији у округу Падова, региону Венето.
Према процени из 2011. у насељу је живело 619 становника. Насеље се налази на надморској висини од 20 м.